# Aerogramma

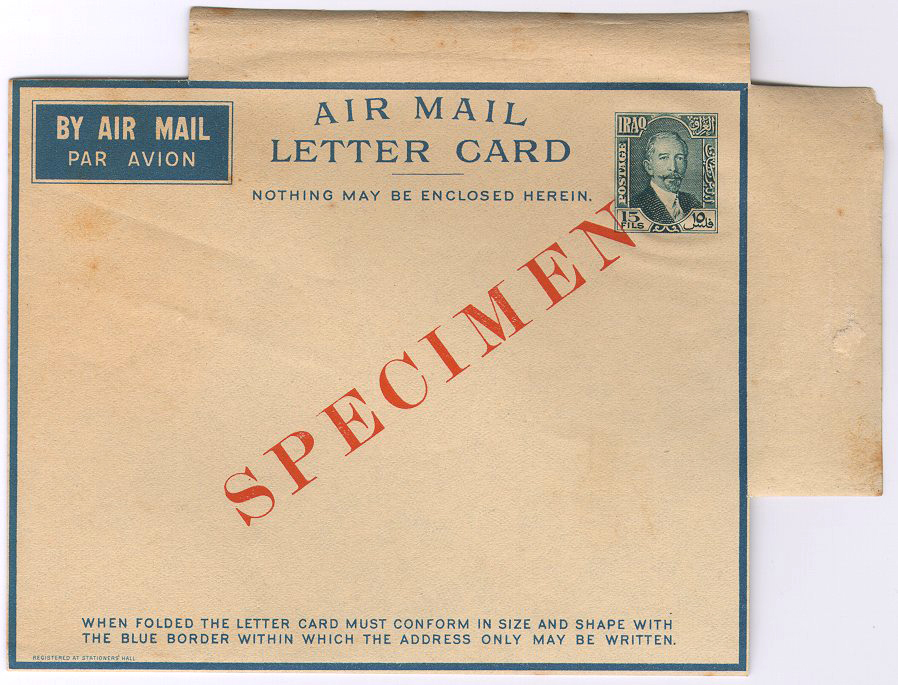
Il primo raro aerogramma iracheno del 1933, con soprastampa di prova "Specimen"

Un aerogramma o lettera aerea è un foglio sottile e leggero realizzato per scrivere lettere che verranno spedite tramite posta aerea, nel quale la lettera e la busta sono un tutt'uno. La maggior parte delle poste di stato proibivano l'inserimento di altri fogli in queste buste speciali che venivano spedite all'estero a prezzi predefiniti e vantaggiosi.
Sotto forma di un foglio ripiegato era predisposto per il trasporto aereo e distribuito presso le Poste e i vari rivenditori. I lembi dei fogli solitamente venivano ripiegati e poi incollati con le apposite linguette pregommate. Contornano i bordi di molti aerogrammi la caratteristica sfilata di bandierine blu e rosse (USA e UK) o rosso e verde (Europa).
Sono stati realizzati anche a prezzo scontato, per l'uso interno. In Italia gli aerogrammi per uso interno, predisposti su carta dalla grammatura più elevata, si chiamano "biglietti postali". Questi ultimi, insieme con le cartoline postali e gli aerogrammi, costituiscono i tradizionali interi postali.

## In Italia
In Italia vennero emessi per la prima volta nel 1952, due tipi "Aereo sulle Alpi", da 60 lire e 110 lire, poi ristampati con altro design gli anni successivi. Sono stati approntati aerogrammi ordinari e commemorativi fino all'avvento della posta prioritaria.
Aerogrammi sono stati emessi anche da San Marino e dal Vaticano.
Tra i paesi europei in particolare Francia e Germania hanno prodotto un discreto numero di aerogrammi.
Lo stesso termine è impropriamente usato da alcuni collezionisti per indicare un documento viaggiato per Posta aerea, magari con dispaccio speciale.
Nel Regno unito sono stati realizzati anche interi postali preaffrancati per via aerea a forma di busta, in cui era possibile inserire fogli.

## All'estero
In molti paesi vennero realizzati aerogrammi, ad esempio in Francia, Spagna, in Russia e Stati Uniti.
In Spagna vennero dagli anni sessanta in poi realizzati aerogrammi con l'impronta del valore in rosso, su carta leggera con contorno di bandierine arancioni. Le molte tariffe e varianti costituiscono una discreta collezione. Poi dagli anni novanta vennero realizzati aerogrammi più tradizionali, con immagini a colori stampate.

Negli Stati Uniti vennero realizzate aerogrammi e cartoline postali aeree, con soggetti di aerei o commemorazioni varie. 

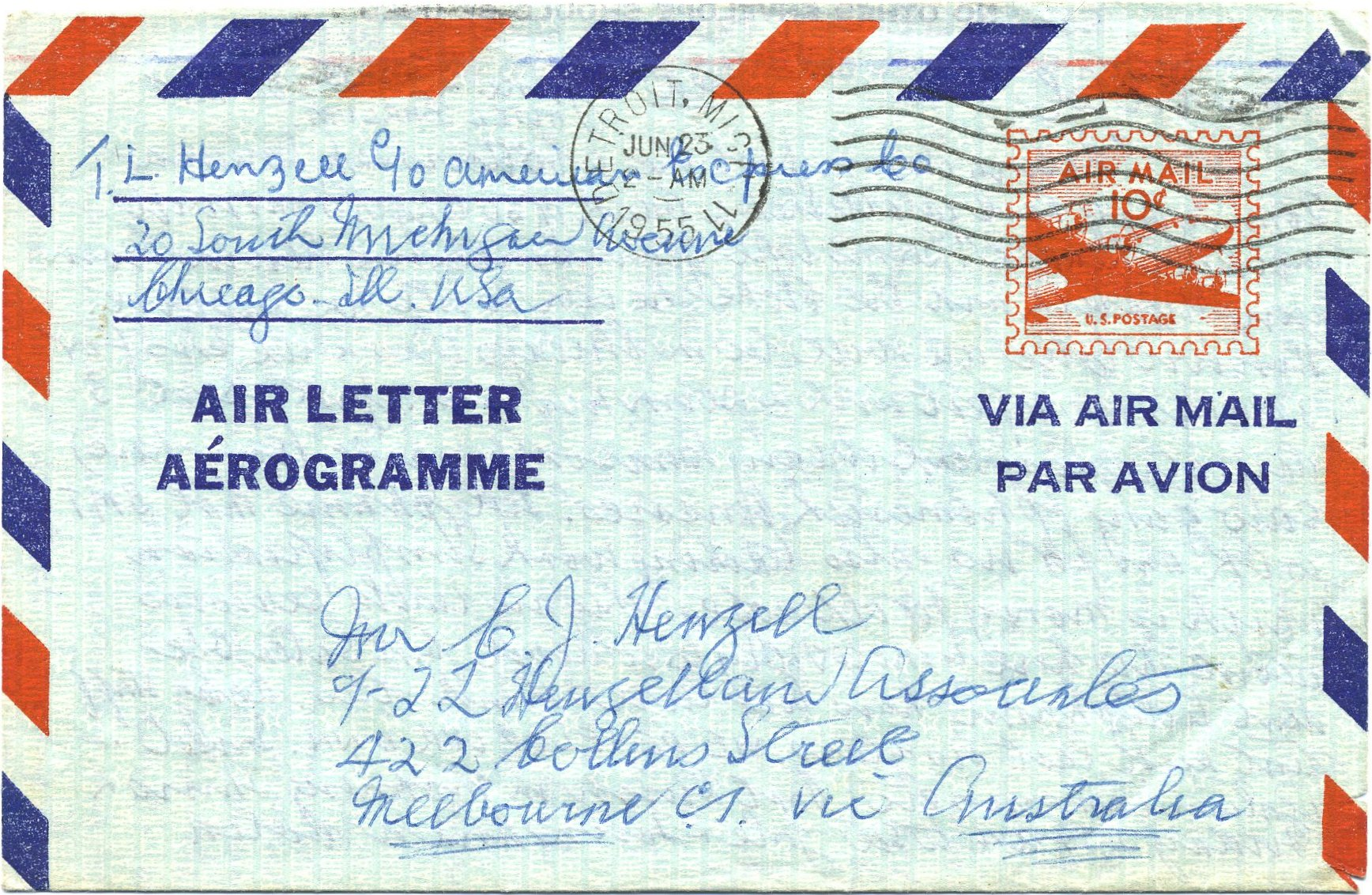
Aerogramma degli USA del 1955

Nei paesi asiatici e mediorientali vennero realizzati alcuni aerogrammi, in particolare in India, Iraq, Giappone ed altri.